# 第三次英国—阿富汗战争
第三次英国－阿富汗战争（简称第三次英阿战争），始于1919年5月6日，终于同年8月8日。英国在战术上取得胜利。战后，重新确立了杜兰线作为阿富汗酋长国与英属印度之间的疆界。之后不久，阿富汗获得独立主权。

## 背景
第三次英阿战争的导火索在战斗打响之前很久就埋下了，对于英属印度来说，阿富汗酋长国一直都是威胁。英国人担心俄国人的扩张，害怕沙皇的部队会借道阿富汗进攻英属印度。这段时期的英俄博弈也被称为“大博弈”。为了彻底消除这一危险，英国人发起的两次针对喀布尔的军事行动，即第一次英阿战争(1839–1842)和第二次英阿战争(1878–1880)。
1880年第二次英阿战争的结束，标志着英国和阿富汗之间长达四十年的关系黄金时期。在阿布杜尔·拉赫曼汗和哈比布拉汗统治时期，英国试图干涉阿富汗的外交政策。在《甘达马克条约》的约束下，阿富汗勉强地维持着表面的独立。“除了印度之外，没有别的接触世界的窗口”。
1901年，阿布杜尔·拉赫曼汗的去世间接的导致了18年后爆发的战争。其继任者哈比布拉汗作为一名务实的统治者，在英属印度和俄罗斯帝国间左右逢源以为阿富汗谋取更大利益。尽管阿富汗因1907年英俄协定未能征求阿富汗的意见而颇为不满，阿富汗依然顶着来自奥斯曼帝国的压力（奥斯曼苏丹以哈里发名义宣称对协约国发动圣战）而设法在一战中保持中立。
尽管如此，哈比布拉汗依旧允许同盟国在喀布尔派驻一个奥斯曼-德国联合使团，同时接受同盟国的军事援助，他试图在两方中博弈以谋取更大利益。哈比布拉汗多次拒绝了同盟国扩大援助的请求，然而，他难以控制那些敌视英国的普什图部落，奥斯曼帝国特工则尝试利用这些部落在印度边境制造混乱。大量的英属印度军队被征发前往海外作战，而奥斯曼军队在战斗中对英印军的胜利更加鼓舞了奥斯曼特工的信心，1915年，莫哈曼德(Mohmands)和马哈苏德(Mahsuds)部落相继爆发反英印骚乱。无论如何，在英国处于战争中最困难的阶段时，边境依旧保持了大体稳定。
奥斯曼-德国联合使团于1916年离开喀布尔，该使团成功使得哈比布拉汗确信阿富汗是一个独立国家，不应与任何一方结盟。一战结束后，哈比布拉汗寻求从英国政府那里获得奖励，以表彰他在战争期间提供的帮助。为了谋求阿富汗的外交独立，1919年阿富汗向英印政府要求参加巴黎和会。时任印度总督切尔姆斯福德子爵以巴黎和会仅限交战各方参与为由拒绝了这一请求，但他同意就这一问题进一步磋商。然而，1919年2月19日，哈比布拉汗遇刺身亡，打断了这一进程。
哈比布拉汗的突然身亡引发了阿富汗的权力斗争，其弟纳斯鲁拉汗和其三子阿曼努拉汗均宣称自己为阿富汗埃米尔。尽管阿富汗军队怀疑阿曼努拉汗与其父之死有关，他还是于1919年4月登上埃米尔宝座。为巩固权力，他宣称自己支持民主，承诺改革政府。他强调阿富汗不应有强迫劳动、暴政或压迫，阿富汗应该成为一个自由且独立的国家，不应受《甘达马克条约》束缚。
阿曼努拉汗以谋杀哈比布拉汗的罪名逮捕了他的叔叔纳斯鲁拉汗，并判处其终身监禁。纳斯鲁拉汗一直是阿富汗保守派的领袖，他的遭遇使阿曼努拉汗作为埃米尔的地位变得有些脆弱。到 1919 年 4 月，阿曼努拉意识到，如果不能找到安抚保守派的办法，他就不可能继续掌权。为了转移保守派注意力，并尝试从由阿姆利则惨案引发的英属印度内乱中获利，他决定入侵印度。

## 军力对比
1919年的阿富汗正规军算不上一支非常强大的军队，只能征集5万左右的兵力。其编制为21个骑兵团、75个步兵营以及总计装备有大约280门现代火炮的70个炮兵支援连。然而，战时阿富汗政府可以在边境部落中征集多达8万名士兵，同时还可策反数量不定的英印军队中的普什图士兵。事实上阿富汗正规军根本没做好战争准备，与往年一样，军官团的高层充斥着政治阴谋。参与此战的乔治-莫尔斯沃思(George Molesworth)中将在他的回忆录中如此评价阿富汗正规军：

阿富汗正规军...训练不足, 待遇不高, 或许兵力也不够. 骑兵部队比骑着同样可怜的小马的可怜的步兵要好一点. 装备的步枪既有德国、土耳其和英国的现代型号, 也有老旧的马提尼-亨利步枪和史奈德步枪。很少有步兵装备刺刀。火炮是小马拉炮和驮炮, 包括现代的10cm克虏伯榴弹炮，75mm克虏伯山炮和古老的7磅炮。军队仅仅装备了很少的，很旧的四管加德纳机枪。弹药供应短缺，分配肯定非常困难。火炮使用了大量的黑火药，既用作发射药，也用作炮弹的爆破药。喀布尔兵工厂的工场很简陋，主要由锡克族工匠负责。他们虽然聪慧却缺少真正的技能。军队没有组织良好的运输系统，对补给的安排也很简陋.

为支援正规军，阿富汗指挥部希望征召部落兵参战，仅在开伯尔地区就足以征召2-3万名阿夫里迪部落的战士。和孱弱的正规军不同，部落战士可能是阿富汗最精锐的部队。他们战斗素质高，装备精良，主要使用自己制造或从驻军那里偷来的武器，而且弹药充足。
面对阿富汗的威胁，英国可以调用更多的兵力。1919年5月，英军和英印军（不包括边境民兵）共有8个师，5个独立步兵旅和3个独立骑兵旅。然而，战前的西北边境省一共只部署了3个步兵师和2个骑兵旅，印军总指挥部还有一个步兵师和一个骑兵旅可用作预备队支援。在这些部队基础上，英军组织了一支包括两个步兵师和两个骑兵旅的突击部队用以在开伯尔前线发动攻势，视情况也可在Tochi和Kurram地区投入这支部队。俾路支斯坦前线则部署了一个步兵师和一个山地旅。 此外，英军还可调遣三个边防旅以及一些民兵和非正规部队。
炮兵也很缺乏，三个边境师各有一个英国皇家野战炮兵旅，配备两个 18 磅炮连和一个 4.5 英寸榴弹炮连，还有一个印度山地旅，配备两个 2.75 英寸山炮连。此外，还有两个由拖拉机牵引的 6 英寸榴弹炮连和两个英国皇家卫戍炮兵山地炮连，后者配备了 3.7 英寸山地榴弹炮。不过，大多数炮兵连只有四门火炮。此外还有边防军炮兵团装备的 15 磅炮。
机枪方面，至少在开伯尔前线，英军只装备了老旧的.303马克沁机枪。英国人通过使用汽车运输和无线通信获得了指挥和控制方面的优势，而装甲车和英国皇家空军分遣队则增强了他们的火力和覆盖范围，后者通过对轰炸喀布尔向阿富汗人展示它们的威力。 英国还使用空军引导60磅火炮的射击。参与此次战争的皇家空军中队是第31中队和第114中队。
英军面临的最大困难是士兵的厌战情绪，驻扎在印度的部队不再像以前一样毫无怨言的服从命令。与英军其他部队一样，许多士兵认为战争已经结束，并期待着复员。英印军在一战中损失惨重，很多部队仍未从海外返回，已经返回的部队则在大量复员。许多部队几乎失去了所有的经验丰富的士兵。1914 年前，在印度服役的英军共有61个团。然而，其中除了10个团（2 个骑兵团和 8 个步兵团）外，其余的都已撤回欧洲或中东作战。取而代之的是本土部队(Territorial Force)，这些非全日制士兵通常只用于本土防卫，但自愿到海外服役。经过四年在印度远离家人、心怀不满的平凡驻防任务后，这些人中的大多数实际上只对复员和返回英国继续生活感兴趣。他们根本没有做好在印度边境进行艰苦战斗的准备。

## 战争进程
1919年5月3日，阿富汗军队自开伯尔山口西侧越过杜兰线，攻占了边境重镇巴格(Bagh)。 该镇对英军具有重要战略价值，它为Landi Kotal镇提供水源，而此时镇中仅有两个连的英印军驻守。英国起初认为此次袭击仅仅是一次骚扰，未料到这是更大规模袭击的前奏。然而，阿曼努拉汗起初计划在5月8日发动战争以配合预定此日在白沙瓦举行的起义，出于未知的原因袭击提前发起。英国西北边境省首席专员George Roos-Keppel爵士此前已获悉此起义计划，因而对阿富汗军队的袭击报以高度警觉。他成功说服印度总督切尔姆斯福德子爵强硬回击阿富汗人，以免巴格的失陷使得白沙瓦更加动荡。
5月6日，英印政府对阿富汗宣战，并下达动员令。政府计划增援驻守在Landi Kotal的锡克连和廓尔喀连，然而由于动员刚刚启动，只有一个营的部队能够及时增援。因此，5月7日，萨默塞特轻步兵第2营乘坐一支由37辆卡车组成的车队，通过开伯尔山口秘密抵达。
与此同时，白沙瓦周围拉起了警戒线，并要求居民交出起义头目。在城市供水将被切断的威胁下，居民们服从了命令，到5月8日黎明，城市局势得到了控制，起义的威胁也随之减弱。
在这一阶段，随着克罗克旅长（G.D. Crocker）率领的第一步兵旅其他部队的到来，更多的增援部队已经到位，Landi Kotal的守备部队也发展到了旅级规模。5月9日，英印部队向上周夺取巴格的阿富汗人发起进攻。然而，由于旅长决定分兵，抽调近一半兵力保护侧翼，结果无法集中必要兵力夺取所有目标，进攻失败。与此同时英国皇家空军的B.E.2战机对一个敌对的阿富汗部落发动了轰炸。
随后，第1步兵师的第2和第3步兵旅从诺谢拉和阿伯塔巴德出发，向贾姆鲁德（Jamrud）和卡恰加里（Kacha Garhi）集结。与此同时，第2步兵师的第6旅也从拉瓦尔品第调往白沙瓦，帮助平息那里的动乱。5月11日，在Fowler少将的指挥下第1和第2步兵旅对Bagh发起了第二次进攻，这次进攻取得了成功。在30分钟的火力准备后，北斯塔福德郡团第二营和第11廓尔喀步枪团的两个营在 22 挺机枪和 18 门火炮的支援下发起进攻，他们端着刺刀冲进阿富汗人的阵地，将他们赶入下开伯尔河，在那里阿富汗人又遭到了提前埋伏的山炮的间接射击。当阿富汗人被迫越过边界后撤时，英国皇家空军跟随他们越过边界，进行了多次轰炸。阿富汗人被彻底击溃，原本有望通过反击英印军而支援阿富汗人的部落民兵决定放弃反击，转而在战场上大肆抢劫，收集撤退的阿富汗人留下的武器弹药。这场战斗被称为第二次Bagh战役，阿富汗军阵亡约100人，负伤约300人；英军和英印军阵亡8人，负伤31人。
尽管阿曼努拉汗宣称他没有不轨意图，为谨慎起见Roos-Keppel爵士还是决定命令军队越过边境追击阿富汗人。5月13日英印军在没有抵抗的情况下夺取了开伯尔西部和Dacca镇。然而，英印军营地的防御态势不佳，他们遭到了阿富汗人的反击，阿富汗军队发动了猛烈的远程炮击，随后是大规模的步兵攻势，英印军成功防守了这一波攻势并在第二天试图反攻，但他们未能巩固阵地，直到5月17日才逼迫阿富汗军队撤退，确保该地区的安全。
与此同时，英印部队向“巨石柱山脊”发起了进攻，那里有一支约3000人的阿富汗部队，他们在那里架设了许多火炮和机枪。为了削弱阿富汗人的防御力量，第11锡克团的士兵们在炮火掩护下发起进攻，然而他们在8时弹药耗尽后被迫停止了进攻，尽管10时30分进行了补给，但直到14时才得以重新开始进攻。  此时，部队已经暴露在炎炎烈日之下；然而，在又一次发射炮弹后，锡克士兵不顾酷暑向阿富汗防线发起了进攻，并一直攻到了山脊顶端。到达峭壁后，他们发现阿富汗人已经离开了战场，只留下了大部分装备、火炮和一些仪仗旗。在进攻过程中，英印军队阵亡22人，受伤157人，而阿富汗人的损失估计约为阵亡200人，受伤400人。
然而，就在此时，英军后方穿过开伯尔的交通线遇到了麻烦，开伯尔步枪团开始对局势不满，并开始集体开小差。因此，英军决定解除该团的武装并将其解散，以阻止类似情绪蔓延到其他团。切尔姆斯福德子爵这一局面可以通过向阿富汗腹地进军来解决，他命令在Dacca的部队向贾拉拉巴德进军。然而，由于在开伯尔东部和南部爆发的战事，这一命令没有被执行。
作为全面攻势的一部分，英国计划在奎达、奇特拉尔北部和俾路支斯坦南部等多个地点发起进攻。5月23日，英军被迫放弃古勒姆特(Kurram)山谷周围的哨所。24日，英国空军的Handley Page O型轰炸机轰炸了喀布尔，收效甚微。Landi Kotal的补给情况也在恶化。
5月27日，奎达的英军指挥官对阿富汗的史宾波达克(Spin Baldak)要塞发动攻势并成功攻占要塞。这是英军历史上最后一次使用云梯的战斗。英军通过这场战斗夺取了南部战线的主动权，然而，中部战线的古勒姆特周边局势依然使英军感到绝望。这一地区的阿富汗军队由纳迪尔汗将军指挥，兵力大约在14个营，而Alexander Eustace准将率领的驻扎在Thal的英军只有四个营。更糟糕的是，保护托奇河谷上游的唯一部队是心怀不满的北瓦济里斯坦民兵。Eustace担心如果任由他们自生自灭，他们会起来反抗他，于是下令放弃民兵哨所，但这样做却导致许多民兵开小差。 这种不满情绪蔓延开来，瓦纳的南瓦济里斯坦民兵向他们的军官和所有依然忠于军官的士兵发起攻击。幸存者在指挥官拉塞尔少校的率领下，被迫拼死逃到被派来解救他们的北 Zhob 民兵的纵队那里。
纳迪尔汗看到英军的形势正在恶化，并看到了机会，于是决定进攻Thal。由于边防军放弃了哨所，5 月 28/29 日晚，阿富汗人占领了距离要塞500码（460 米）远的一座塔楼，并在那里放火焚烧了一些粮仓。这使得要塞的情况变得十分严峻，因为补给情况已经十分恶化。其他因素也对英军不利。Eustace的部队寡不敌众，武器装备也很落后。他没有正规的英国步兵，他的四个营都是主要由年轻的新兵组成，没有经验的印度部队。英军设法于5月29日击退了阿富汗军队的步兵进攻，30日阿富汗军转而用炮兵猛轰英军阵地。局势危急之下，英军决定将由第45和第46步兵旅组成的第16步兵师从拉合尔调往白沙瓦， 目的是向贾拉拉巴德挺进，并支援古勒姆特。该师的一部分兵力用以防守Kohat镇，阿姆利则惨案的核心人物——雷金纳德·戴尔准将率领45步兵旅前往Thal接替Eustace的守军。戴尔手下只有一个英国步兵营，剩下的部队由多格拉人、旁遮普人和廓尔喀人组成。他们缺乏口粮，也没有运输工具，被迫冒着酷暑行军以实施救援。
然而，尽管条件恶劣，戴尔指挥的英军和印军还是奋起直追，在不到 12 小时的时间里走完了最后18英里（29 公里）的路程。6月1日，他们遇到了一支由部落民兵组成的阻击部队，这支部队封锁了通往Thal的南北两条路线。戴尔用大炮攻击两端，同时派出步兵攻击南面的通道。英军在突围中伤亡94人，其中8人阵亡，4人伤重不治，82人受伤。
6月2日拂晓，45步兵旅向驻扎在Thal以西的阿富汗正规军发动了进攻，就在这次进攻进行的同时，纳迪尔汗派出一名特使向旅长戴尔传达了一封电报。电报称埃米尔阿曼努拉汗要求纳迪尔汗停止敌对行为，并宣称阿富汗已经于5月31日向英印政府提出停火，要求戴尔承认这一停火。戴尔并不知道阿富汗政府是否发出停火令，也不确定这是否是纳迪尔汗的阴谋，决定不冒任何风险，于是发出了回信：“我的火炮会立即给予答复，但你的信将转交给师长。”
此后，戴尔继续发动进攻，当纳迪尔汗的部队撤出该地区时，戴尔用第37长矛骑兵团的骑兵和装甲车追击，而英国皇家空军则用机枪和铁炸弹袭击并驱散了威胁反击部队的该地区400名部落成员。
6月3日，第1/25伦敦本土部队的两个排和第37长毛骑兵团的两个营在第89炮兵连的一门火炮支援下攻占了位于Yusef Khel的阿富汗营地，不久后双方签署了停战协定。停战立即生效，尽管部分战线，尤其在奇特拉尔和北俾路支斯坦，战斗依然不时发生。8月8日，双方签订《拉瓦尔品第条约》，正式终止了战争状态。

## 英军空中力量的重要性
尽管参与战争的英国空军数量和质量均有限，但在这场冲突中，空中力量被证明是英国人拥有的最大资产之一。这不仅使他们能够将进攻触角延伸到边境之外，轰炸喀布尔，还使他们能够骚扰撤退的敌人，并在部落民兵试图在发动攻击前组成更大的集团时将其击溃。皇家空军的投射能力，即使是小规模的空袭，也产生了相当大的心理影响。例如，1919年5月24日对王宫的单机空袭虽然没有造成什么实际损失，但却极大地影响了阿富汗民众的士气，并促使埃米尔阿曼努拉汗要求停战。
事实上，由于战争的结果以及对该地区空中力量潜力的分析，此战后，空军参谋长休·特伦查德建议仅靠空中力量控制边境。这一计划在美索不达米亚、亚丁和外约旦都取得了巨大成功，但由于印度西北边境省的特殊性以及军种间的政治因素，该计划直到后来才在该地被接受。1937 年，英国最终决定，如果与阿富汗爆发另一场战争，或发生大规模部落起义，英国皇家空军将采取攻势，而地面部队则采取守势。在冲突期间，英国飞机至少有一架坠毁，两架被击落。
阿曼努拉汗以英国谴责德国齐柏林飞艇袭击伦敦为例，就空袭喀布尔一事向英国提出抗议。他在给英国政府的信中说："令人深感遗憾的是，齐柏林飞艇向伦敦投掷炸弹被谴责为最野蛮的行为，轰炸礼拜场所和圣地被认为是最可恶的行动，而现在我们亲眼看到，这种行动是西方所有文明国家人民普遍养成的习惯。

## 后果
冲突期间，约有1000名阿富汗人阵亡，英军和英印度战斗死伤约1751人，还有数百人死于疾病。1919年8月8日双方签署《拉瓦尔品第条约》，阿富汗人获得了大多数他们想从战争中得到的东西，英国将不再控制阿富汗的外交。事实上，英国并没有有效管理阿富汗的外交，尤其在埃米尔阿布杜尔·拉赫曼汗统治期间。重新确立了杜兰线作为阿富汗酋长国与英属印度之间的疆界。
英国人在谈判中认为，如果让阿富汗独立，它仍将依赖英国的军事和经济援助，因此接受了条约，并承认阿富汗是一个独立的国家。尽管如此，英国和阿富汗的外交官们还是经常因为战争而互相冷嘲热讽，英国人并没有忘记这一点。有一次，阿富汗试图与意大利建立外交关系，英国人却告诉意大利人，他们必须承认英国在该国的影响力。阿富汗外交官作为报复，试图羞辱正在喀布尔进行条约谈判的英国外交官，这导致一个阿富汗派往伦敦的代表团遭到拒绝。英国的外交邮件和信件被阿富汗拒收，英国政府拒绝称阿曼努拉汗为 "陛下"，他写给乔治五世的信也故意不予回复。
1919年，埃米尔做出对英属印度开战决定的动机和目的是复杂的。  即使是面对精疲力竭的英印军，阿富汗军也不可能取得战术上的胜利；然而，这场战争却起到了双重作用，既转移了国内的批评，又提供了获得战略性政治利益的机会。根据谈判达成的和平条约，英国停止支付阿富汗补贴，从而结束了他们对阿富汗外交政策的直接控制，而这正是埃米尔接受补贴的 "交换条件"。除了一封承认阿富汗独立的信之外，埃米尔也没有收到什么东西。传统上英国人希望阿富汗成为印度和俄罗斯帝国之间的缓冲国。1919年，俄国内战正在激烈进行，俄国暂时丧失了威胁印度的能力。此外，在俄国内战中，英国是白军最大的支持者，英国向白军提供的武器比其他所有国家提供的武器总和还要多。伦敦方面认为，如果白军在内战中获胜，英俄关系可能会开启一个新纪元，因为获胜的白军可能会感谢英国的支持，从而不再需要在中亚建立缓冲国。英国还停止了从印度向阿富汗出售武器。 但是，随着英国影响力的下降，阿富汗人能够控制自己的外交事务，并在之后成为了一个完全独立的国家。 英国也取得了一些政治成果，其中最显著的是重申了杜兰线（长期以来一直是两国之间的争议问题），将其作为分隔阿富汗和印度的边界，而且阿富汗人承诺停止对该线英国一侧的干涉。 尽管发生了外交事件，条约的规定也含糊不清，但阿富汗埃米尔阿曼努拉汗在整个伊斯兰世界的声望急剧上升，甚至有人呼吁让他成为新的哈里发。
虽然战斗于 1919 年 8 月结束，但其影响在该地区持续了一段时间。战争引发的民族主义和混乱在以后的日子里激起了更多的动乱，尤其是在瓦济里斯坦。部落成员总是随时准备利用政府的弱点，不管是真实的还是想象中的，他们为了共同的事业联合起来，制造混乱和动乱。他们在冲突中装备精良，从阿富汗人留下的武器弹药中获益匪浅，大量民兵逃兵也加入了他们的队伍。有了这些增援，他们在西北边境省发起了一场反抗英国当局的运动，这场运动一直持续到英属印度末期。

## 战后表彰

### 阿富汗
- 加齐·米尔·扎曼·汗（Ghazi Mir Zaman Khan），阿富汗民族英雄，获得 4 枚勋章，分别是 Lōy Khan（大汗）、Wafa（忠诚）、Sedāqat（诚实）和 Khedmat（服务）
- 尼萨尔·穆罕默德·优素福扎伊（Nisar Muhammad Yousafzai），战争英雄，因战时英勇而获得阿富汗酋长国英勇勋章

### 英属印度
参加冲突的英国和印度步兵部队获得了“阿富汗1919”的战斗荣誉。